# 邓庄街道
邓庄乡，是中华人民共和国河南省许昌市建安区下辖的一个乡镇级行政单位。

## 行政区划
邓庄乡下辖以下地区：
邓庄社区、于庄社区、张湾社区、田庄社区、八里营社区、桑树许社区、大张社区、十里庙社区、烟墩郭社区、岗王村、罗庄村、蒋东村、蒋西村、徐门村、何门村、刘门村、后李庄村、高店村、庞楼村、尚门村、宁门村、寺王村、鲁庄村、邱楼村、马庄村、长村、前王门村、塔东村、塔南村和塔北村。